# Wasserwerk Teufelssee

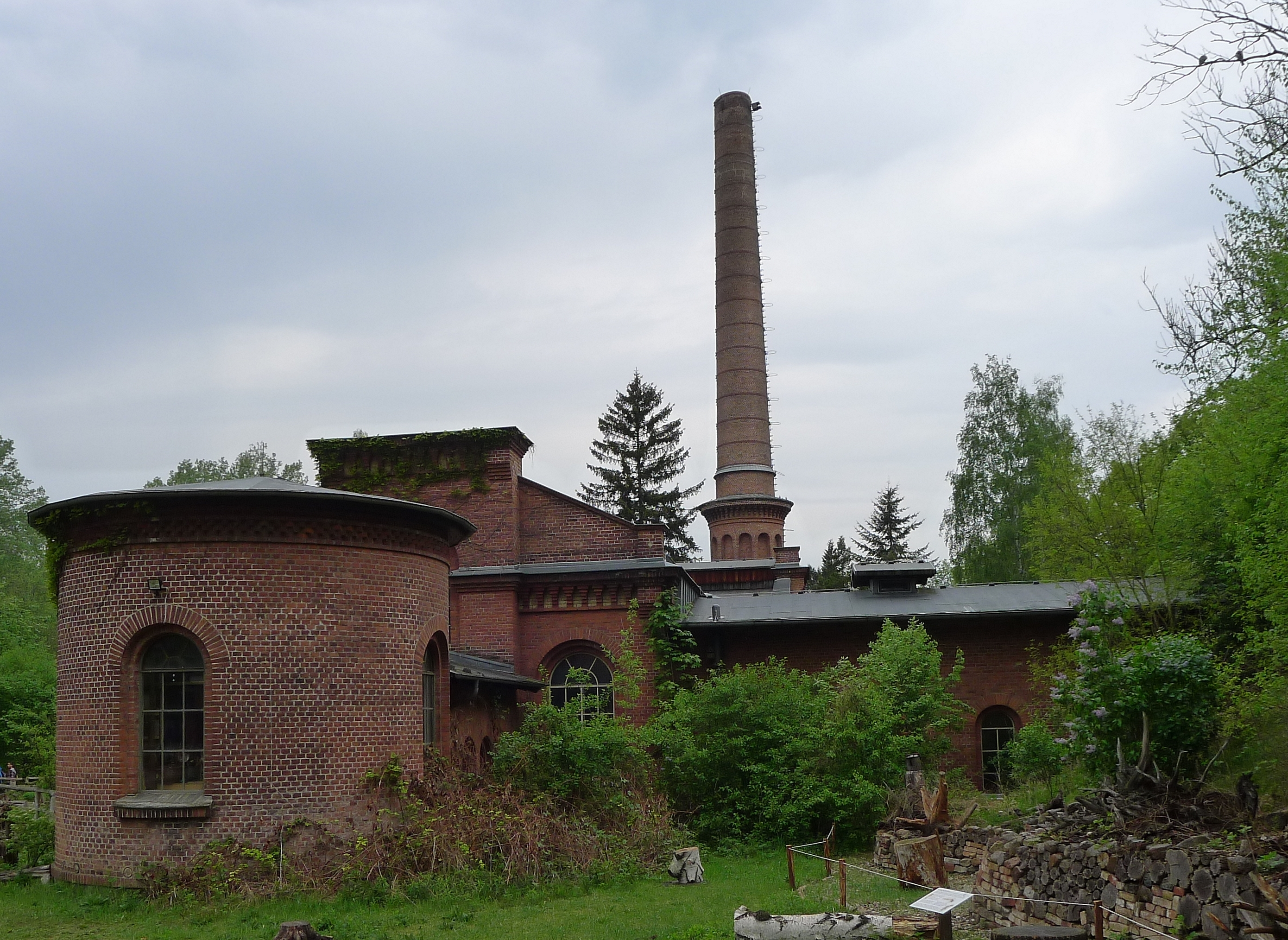
Denkmalgeschütztes Wasserwerk von Südosten

Das Wasserwerk Teufelssee, erbaut 1872 am Teufelssee und auch als Wasserwerk Grunewald bezeichnet, ist das älteste noch erhaltene Wasserwerk von Berlin. Die Anlage wurde 1969 wegen technischer und hygienischer Mängel stillgelegt. Seit 1983 ist es das Naturschutzzentrum Ökowerk Berlin.
Die Charlottenburger Wasserwerke bestanden von 1872 bis 1945. Sie betrieben nicht nur das Wasserwerk Teufelssee, sondern auch zahlreiche andere Wasserwerke. Durch Fusion gingen sie 1945 in den Berliner Wasserbetrieben auf.

## Geschichte bis 1945

### Anfänge 1870–1873

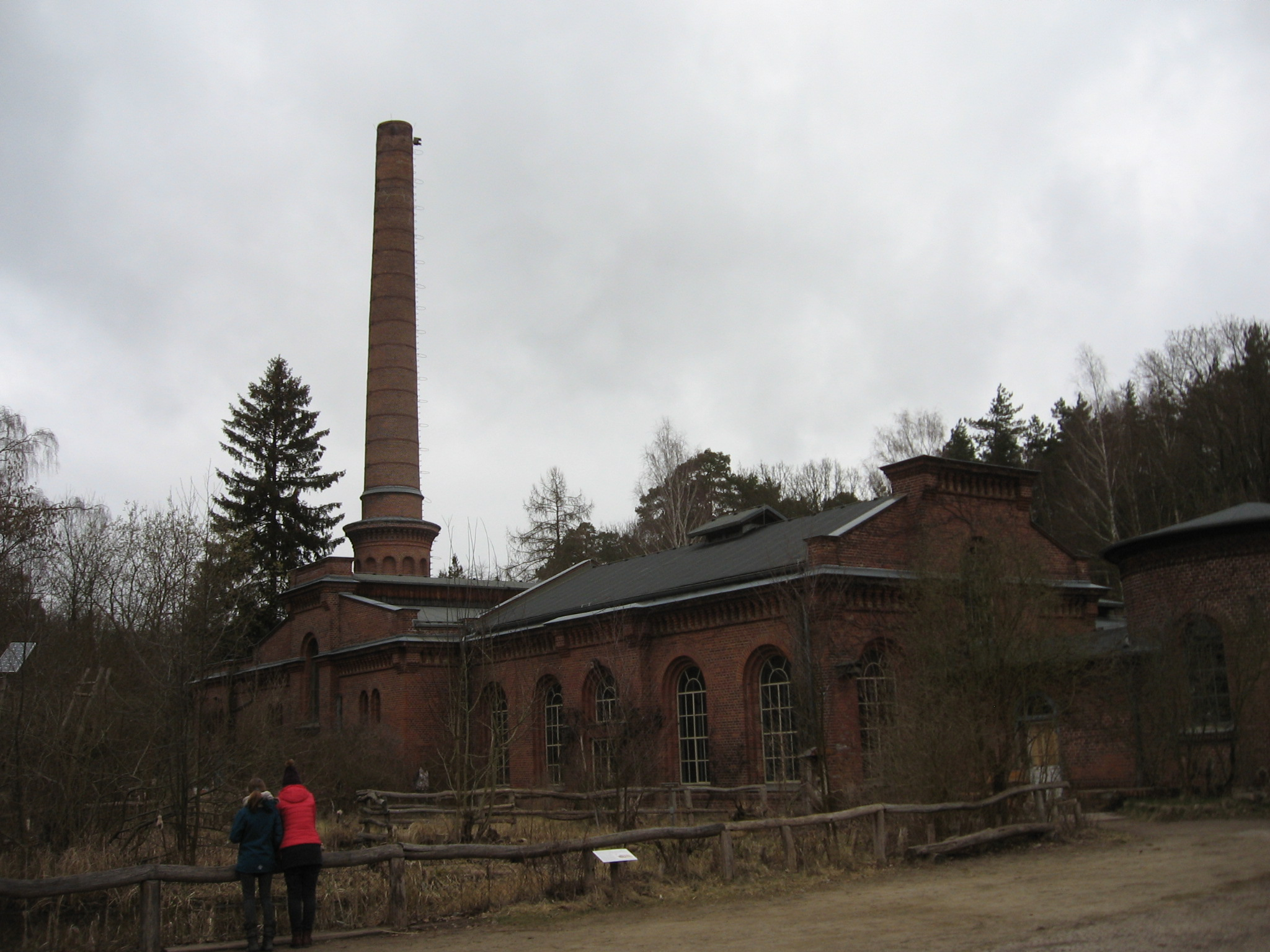
Wasserwerk von Südwesten

Am 1. Mai 1866 wurde die Kommandit-Gesellschaft auf Actien Charlottenburger Baugesellschaft Westend gegründet, um die Villenkolonie Westend zu errichten. Die Bauplanungen und -Ausführungen übernahm der Architekt Martin Gropius zusammen mit Hanshent und F. Schmetzer. 1870 stellte die Gesellschaft fest, dass die Wasserversorgung durch das zeitgleich begonnene Wasserwerk Westend nicht sicherzustellen war, womit ein großer Teil der Häuser nicht verkäuflich war. Neben der eigentlichen Wasseraufbereitungsanlage hatte die Gesellschaft einen Wasserturm nach Plänen des Potsdamer Baumeisters Petzholtz an der Kreuzung Eschen- und Platanenallee bauen lassen, der nach Wünschen von Heinrich Quistorp in Form einer Ruhmeshalle mit Aussichtsgeschoss und Kunstausstellungen konzipiert wurde.
Die Arbeiten in Westend wurden zwar vollendet, das Werk lieferte 4.500 m³ Wasser pro Tag ab 1873, hatte aber zunächst zu wenige Abnehmer und war technisch noch nicht ausgereift. Es meldete Konkurs an.
Die Gläubiger, der Architekt Gropius und einer der Hauptaktionäre der Gesellschaft, Quistorp, gründeten daraufhin die Charlottenburger Wasserwerke GmbH und erwarben ein 28.000 m² großes Baugelände am Teufelsee, um darauf ein neues größeres und moderneres Wasserwerk zu errichten. Einer der Hauptgründe für den Standort war das nahegelegene Wasserhebewerk am Teufelssee, das auch einer der ersten Hauptkunden des Werkes wurde. Gegen anfänglichen Widerstand der Stadtverwaltung von Charlottenburg gelang es, 1872 mit dem Bau des neuen Wasserwerkes zu beginnen. Eine Kabinettsorder vom 11. Juli 1870 erlaubte dem Unternehmen, für einen Zeitraum von 60 Jahren dieses Werk zu betreiben.
Das Wasserwerk ist schließlich im Wesentlichen in zwei Baustufen entstanden. In der ersten Stufe wurde ein als zweigeschossiges Fachwerkhaus mit verblendeter Fassade konzipiertes Beamtenwohnhaus, dessen Stil sich an Bauwerken von Karl Friedrich Schinkel orientierte, errichtet. In der zweiten Stufe wurde das eigentliche Hauptgebäude, bestehend aus Maschinen- und Kesselhaus, dem runden Sammelbrunnenhaus und dem separat stehenden markanten Schornstein errichtet. Eine Dampfmaschine aus der traditionsreichen Wöhlert’schen Maschinenfabrik kam 1873 hinzu. Im gleichen Jahr ging infolge von privaten Spekulationen Heinrich Quistorp in die Insolvenz.

### Charlottenburger Wasserwerke 1878–1906

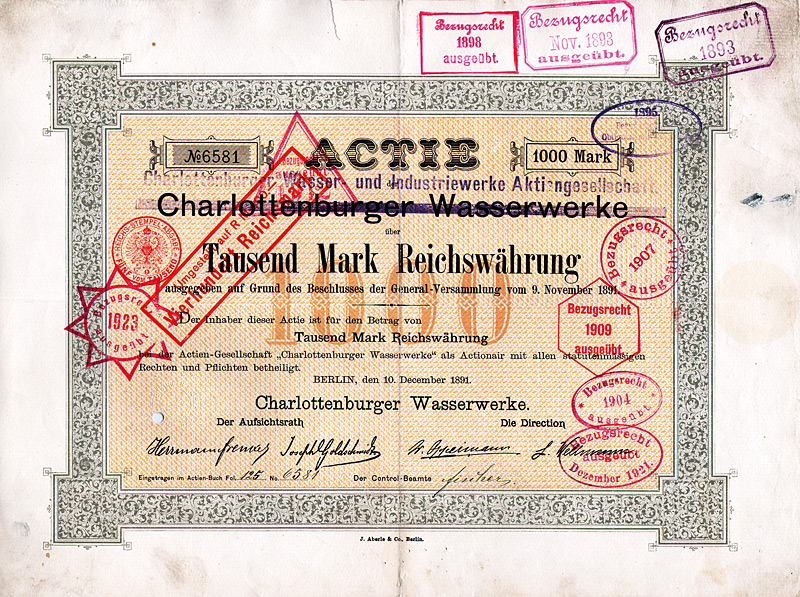
Aktie über 1000 Mark der Charlottenburger Wasserwerke vom 10. Dezember 1891

Am 21. August 1878 wurde die Charlottenburger Wasserwerke AG gegründet und das Werk Westend übernommen. Um Neu-Westend an die bestehende Kanalisation anzuschließen, entstand 1881/1882 nach den Plänen des Dresdner Baurats Bernhard Salbach auf dem Spandauer Berg an der Akazienallee ein 84 Meter hoher Wasserturm und 1909 mit einem zusätzlichen 60 Meter hohen Wasserturm, erbaut nach Entwürfen des Stadtbaurats Heinrich Seeling und des Architekten Max Niedehoff auf dem Steglitzer Fichtenberg, ergänzt. Beide Türme waren zur Aufrechterhaltung des Wasserdrucks in den Leitungen erforderlich; sie sind inzwischen als Wassertürme Charlottenburg bekannt. Mit diesen Erweiterungen und technischen Innovationen gelang es der Wassergesellschaft, ab 1881 die meisten Gebäude in der Stadt Charlottenburg zuverlässig mit Wasser zu versorgen.
Im Jahr 1885 erfolgte der Anbau eines Vorpumpenhauses, des Brunnen- und Maschinenmeisterhauses und eine Erhöhung der Kapazität. Nun erhielt die Gesellschaft auch die Genehmigung, die Gemeinde Steglitz an das Wasserleitungsnetz anzuschließen. Zwischen 1891 und 1892 wurde das Werk mit einer Anlage zum Enteisen nach dem Piefkeschen System ergänzt. Im Jahr 1892 betrug die Tagesleistung des Charlottenburger Wasserwerks nunmehr 10.000 m³.
1888 ging in dem vom Charlottenburger Konzern neugebauten Wasserwerk Beelitzhof am Wannsee eine doppelt so große Anlage in Betrieb. Dort entstanden das Rieselergebäude, der Sandfilter und -wäsche sowie ein Reinwasserbehälter. 1894 wurden zwei weitere Dampfpumpen von der Firma Borsig angeschafft.
Das dritte Wasserwerk ging 1896 in Sternfeld am nördlichen Spreeufer (heute Motardstraße) in Betrieb. Im Jahr 1900 versorgte die Charlottenburger Wasserwerke 28 Gemeinden, die teilweise recht weit vom Standort des Werkes entfernt waren. Erst im Jahr 1906 konnte der Rechtsstreit mit der Stadt Charlottenburg beigelegt werden und das Wasserwerk wurde nun kommunales Eigentum.

### Das Wasserwerk Teufelssee 1911–1919
Im Jahr 1911 sind auf dem Gelände am Teufelssee vier weitere Brunnen gebohrt worden, im Jahr 1919 noch weitere fünf. Gleichzeitig erhielten Kessel- und Maschinenhaus leistungsstärkere Aggregate. Damit hatte das Werk seine Obergrenze von 12.000 m³ Wasser pro Tag erreicht. Zur sicheren Fortleitung war 1911 das Pumpwerk Charlottenburg II am Spandauer Damm gebaut und in Betrieb genommen worden.
Während des Ersten Weltkriegs ließ die Konzernleitung auf dem Gelände einen Schuppen für eine Lokomobile als Antriebsreserve einrichten, weil das städtische Energienetz wegen Stromschwankungen für den Pumpenantrieb zu unsicher war.

### Die Jahre 1918–1945

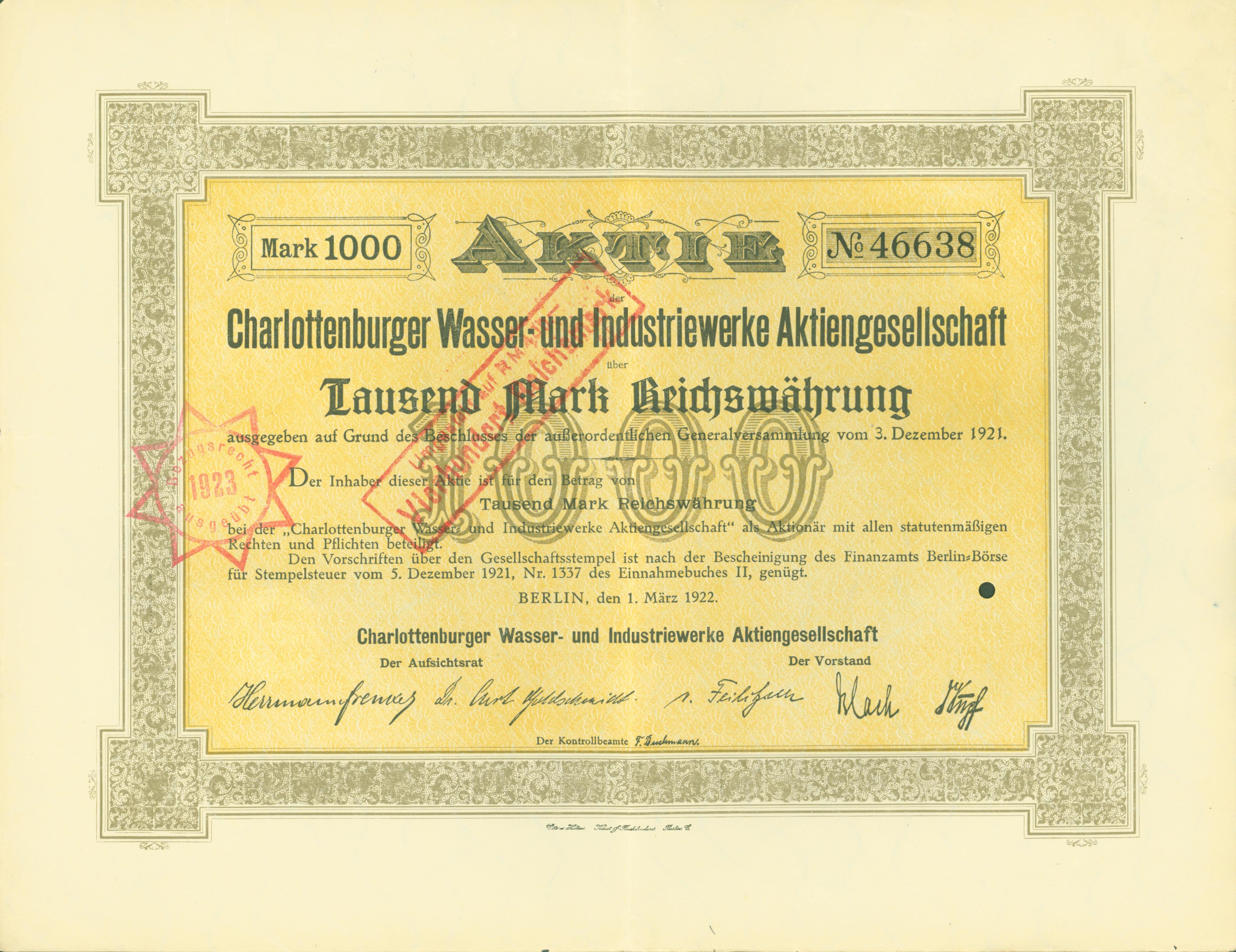
Aktie über 1000 Mark der Charlottenburger Wasser- und Industriewerke AG vom 1. März 1922

Die Tageskapazität aller Charlottenburger Wasserwerke betrug im Jahr 1918 fast 35.000 m³ Wasser. Infolge der Eingemeindung bisheriger Vororte und Städte nach Groß-Berlin im Jahr 1920 wurden die Berliner Städtischen Wasserwerke AG, ein neugegründeter einheitlicher Wirtschaftskörper sämtlicher Wasserwerke, nun Besitzer der Charlottenburger Anlage, die am 15. Januar ihren Namen in Charlottenburger Wasser- und Industriewerke AG änderte. Mit mehreren eigenen Werken (unter anderem die Werke Teufelssee und Jungfernheide, das Wasserwerk Johannisthal, 1899–1901 gebaut, die Werke Beelitzhof I und II sowie das bereits 1908 stillgelegte Wasserwerk Lichterfelde – als Nachfolger entstand das Wasserwerk Tiefwerder in der Bauzeit von 1913 bis 1920) versorgten sie die westlichen und südlichen Teile von Berlin wassertechnisch.
Zu dieser Zeit bestanden 5562 Hausanschlüsse in der ehemaligen Stadt Charlottenburg, die Rohrnetzlänge lag bei 199 Kilometern.
Das Werk gehörte zu den acht Betriebsstätten, die nach der Übernahme durch die Stadt Berlin aufgrund ihres guten Zustands keinen Änderungen unterworfen waren. Am 1. Januar 1937 wurde die Berliner Städtischen Wasserwerke AG mit Hilfe des Gesetzes über die Umwandlung von Kapitalgesellschaften von 1934 ohne Liquidation, als Eigenbetrieb in die Berliner Städtischen Wasserwerke umgewandelt.
Nach dem Zweiten Weltkrieg, am 30. August 1945, fusionierten die Berliner Städtischen Wasserwerke und die Charlottenburger Wasser- und Industriewerke AG zu den Berliner Wasserwerken.

## Das Wasserwerk Teufelssee

### Die Bauten
Das zuerst gebaute Beamtenwohnhaus besteht aus einer lebhaft gegliederten Hauptfassade, vorkragendem Eingangsbereich sowie gekoppelten und rundbogig geschlossenen Drillingsfenstern. Dieses sowie weitere Verwaltungsbauten entstanden als Fachwerkbauten, ausgefacht mit roten weiß verfugten Ziegelsteinen und besaßen ein Hartdach.
Die Hauptgebäude zur Wassergewinnung, also das Kessel- und das Maschinenhaus, bestanden dagegen aus einer Eisenfachwerkkonstruktion, da größere Lasten abzufangen waren. Ein 90 Meter hoher oben runder Schornstein mit einem quadratischen Unterbau führte die Abgase hoch in den Himmel.
Architektonisch stufen Fachleute die Gebäude als Bogenstil in Backsteinoptik ein.

### Technische Beschreibung
Aus einem Tiefbrunnen wurde über Filter Grundwasser aus einem der Barnimer Urstromtäler gefördert. Es gelangte in einen gemauerten Sammelbrunnen und von dort mittels zweier Vorpumpen, die rund sieben Meter hoch und von Dampfmaschinen angetrieben worden waren, in das Maschinenhaus. Hier durchströmte das Grundwasser mehrere Windkessel, die dafür sorgten, dass die im Wasser befindlichen Gase abgesaugt wurden. Im Laufe mehrerer Jahre kamen weitere Brunnenbohrungen hinzu. Danach wurde das gereinigte Wasser, nun in Trinkwasserqualität, in die Leitungen zu den Endverbrauchern gepresst. Rührwerksfilter, von Ingenieuren des Charlottenburger Werkes entwickelt, sowie ein Reinwasserbehälter mit 520 m³ waren im Einsatz.

### Geschichte nach 1945
Im Jahr 1963 ließen die Berliner Wasserbetriebe das Werk Teufelssee generalüberholen, 17 Brunnen blieben in Betrieb und lieferten 8.000 m³ Wasser pro Tag.
Der Betrieb des Wasserwerks wurde 1969 wegen technischer und hygienischer Mängel eingestellt.
Zwischen 1974 und 1975 stellten die Berliner Wasserwerke einen Antrag zum Abriss und zur Verschrottung der Heizkessel. Nutzungskonzepte als Erlebnis- und Freizeitpark am Teufelssee mussten 1980 aus Gründen des Naturschutzes aufgegeben werden.
1981 wurden das Hauptgebäude und das Wohnhaus, schließlich auch die verbliebenen technischen Ausstattungen unter Denkmalschutz gestellt.
Seit Mitte der 1980er Jahre wird das zuvor weitgehend trocken gefallene Moor Teufelsfenn mit Grundwasser aus dem letzten aktiven Tiefbrunnen des Wasserwerks versorgt.
Seit 1985 dient das Bauensemble dem Naturschutzzentrum Ökowerk Berlin als Ausstellungs- und Veranstaltungsort rund um die Themen Natur, Umwelt und Ökologie. In der Maschinenhalle sind die ältesten noch erhaltenen Dampfpumpen der Wassertechnik von Berlin zu besichtigen.